# Bukovinka (okres Mukačevo)
Bukovinka (ukrajinsky Буковинка, maďarsky Beregbükkös) je vesnice v obci Vyšný Koropec, ve vesnické komunitě Vyšný Koropec (ukrajinsky Верхній Коропець), v mukačevském okrese Zakarpatské oblasti Ukrajiny. Součástí Bukovinky je Jurkovo (maďarsky Jurkofalva). V roce 2025 zde žilo 515 obyvatel.

## Historie
Byly zde nalezeny mohylníky (mohylová pohřebiště) kuštanovické kultury. Ves se poprvé se připomíná v roce 1610, a to pod názvem Bukovinka. Do uzavření Trianonské smlouvy byla ves součástí Uherska, poté byla součástí Československa. Od roku 1945 byla ves součástí Ukrajinské sovětské socialistické republiky, která byla jednou ze svazových republik Sovětského svazu, nakonec od roku 1991 je součástí samostatné Ukrajiny. 